# 3-й стрелковый Финский лейб-гвардии батальон

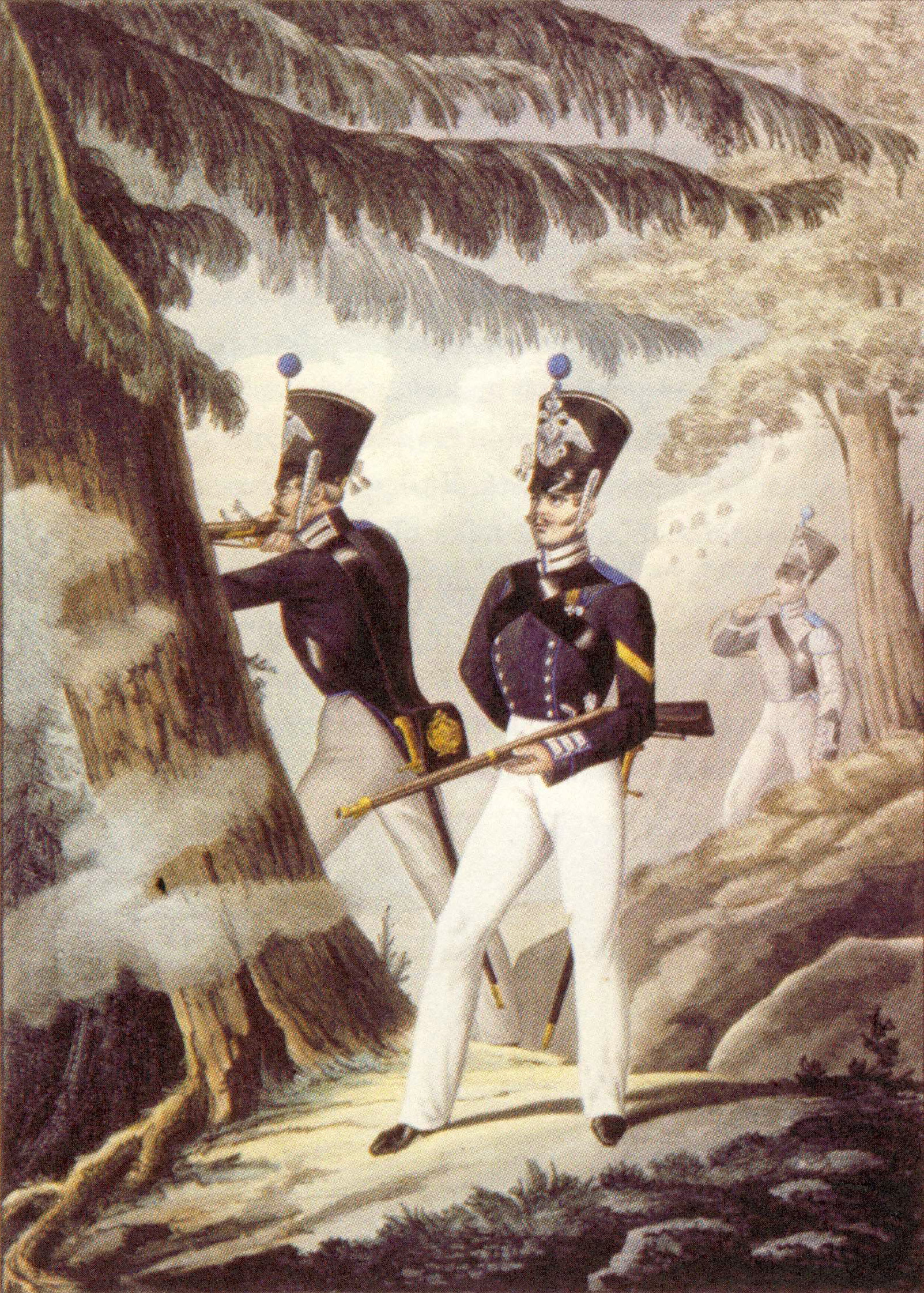
Финские лейб-гвардейцы, 1830-е годы.

Солдаты и офицер Лейб-гвардии Финского батальона, 1850-е годы.

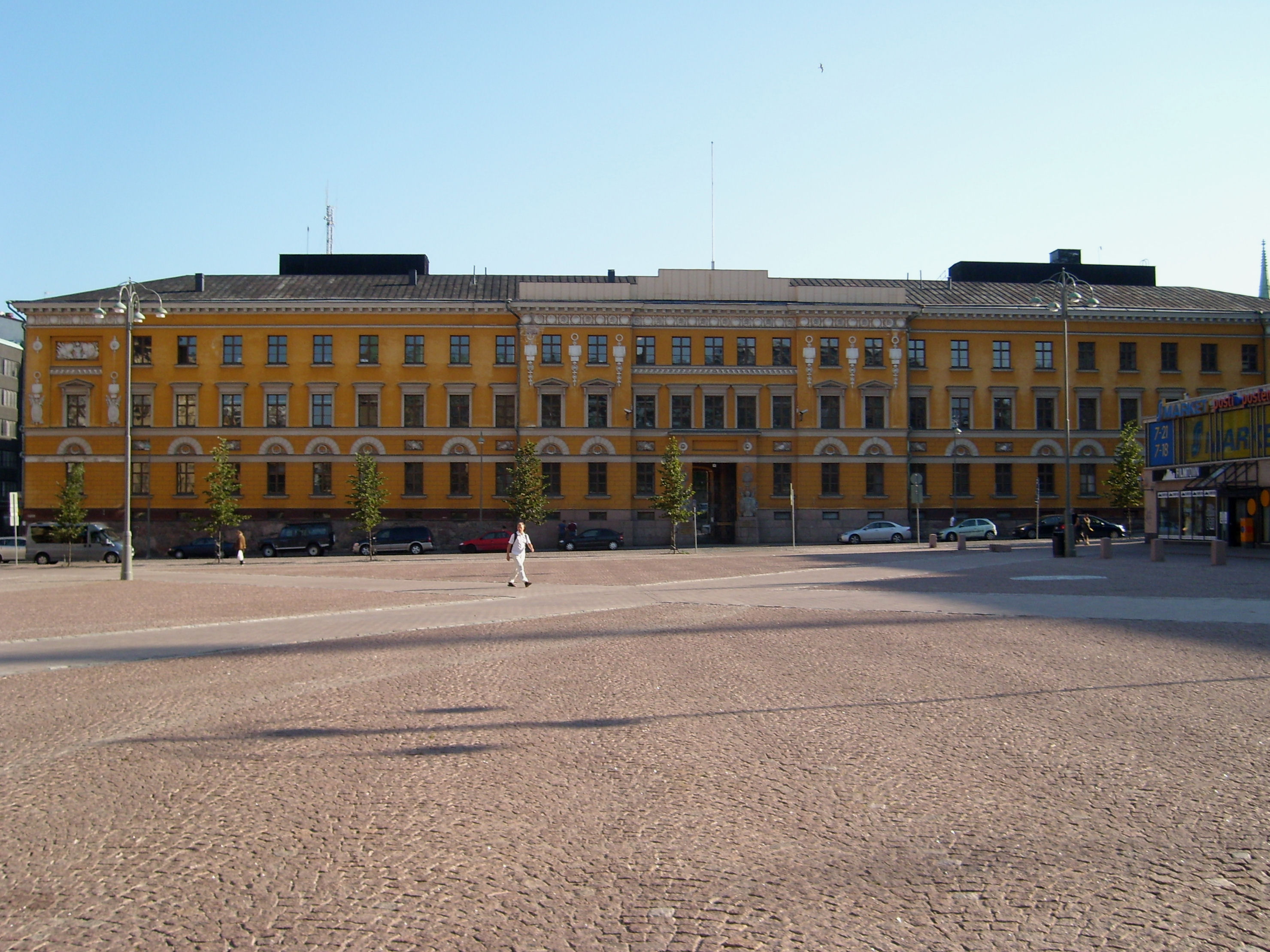
Спроектированные Карлом Людвигом Энгелем здания казарм лейб-гвардии.

Лейб-гвардии 3-й стрелковый Финский батальон (неофициально — гвардия Финляндии, фин. Suomen kaarti) — лейб-гвардейская стрелковая часть Русской императорской армии, существовавшая до 1905 года.
Старшинство с 7 марта 1818 года. Батальонный праздник — 6 сентября — День воспоминания чуда Архистратига Михаила в Хонех.

## История
7 марта 1818 года в Парола из батальонов 3-го Финляндского полка с укомплектованием офицерами из двух других Финляндских полков (в другом источнике указано: из лучших офицеров и нижних чинов трех финляндских егерских полков) был сформирован 4-ротный учебный батальон, на следующий год переведенный в столицу Великого княжества Финляндского с переименованием в Гельсингфорсский учебный батальон. 22 февраля 1826 года переименован в Финский учебный стрелковый батальон (Финский учебный батальон). Стал одной из первых частей русской армии, целиком вооруженных нарезным стрелковым оружием.
16 июня 1829 года учебному стрелковому батальону были пожалованы права Молодой гвардии с переименованием его в Лейб-гвардии Финский стрелковый батальон.
В 1831 году стрелковый батальон в составе Гвардейского корпуса участвовал в подавлении Польского мятежа (4 мая в авангардном бою под Остроленкой, 4 мая у Пржетице, при отступлении на Длуго-Седло и Пливки, 5 мая у Якаца, 8 мая при Рудках, 9 мая у Тыкочина, 25 и 26 августа при штурме Варшавы и её пригорода Воли), за что батальон получил Георгиевское знамя.
В 1849 году был в Венгерском походе, но в боях не участвовал. В 1854 — 1856 годах был в составе войск, охранявших Балтийское побережье, отличившись в стычке при Экенесе 7-8 мая 1854 года, отбив высадку английского десанта.
20 августа 1871 года наименован Лейб-гвардии 3-м стрелковым Финским батальоном и включён в состав Гвардейской стрелковой бригады.
Участвовал в русско-турецкой войне 1877—1878 годов (в сражениях под Горным Дубняком, под Филиппополем и других). В 1878 году за отличие во время этой войны батальону были пожалованы права и преимущества Старой гвардии.
После утверждения 29 июня 1901 года нового устава о воинской повинности новобранцы из числа финляндских уроженцев назначались в войска на общих основаниях, а финские части расформировывались. Лейб-гвардии 3-й стрелковый Финский батальон был последней финской частью в Русской гвардии. Расформирован 21 ноября 1905 года.
16 мая 1910 года Лейб-гвардии Стрелковый полк был наименован (вместо расформированного Лейб-гвардии 3-го стрелкового Финского батальона) Лейб-гвардии 3-м Стрелковым Его Величества полком, и был включен в состав Гвардейской стрелковой бригады.

## Отличия
- Полковое Георгиевское знамя, за польскую войну 1831 года[4], с надписью «За отличие при усмирении Польши в 1831 г.», пожалованное высочайшим приказом от 6 декабря 1831 года;
- Высочайшая грамота от 20 ноября 1832 года.

## Шефы
Шефы или почётные командиры:
8 сентября 1843
- 07.06.1845 — ??.??.18?? — Великий князь Александр Александрович
- 05.06.1848 — 12.04.1865 — Цесаревич и Великий Князь Николай Александрович[9]
- 20.10.1894 — ??.??.18?? — император Николай II
- 30.07.1904 — 21.11.1905 — Цесаревич и Великий Князь Алексей Николаевич[10]

## Командиры
- хх.хх.1828 — 09.03.1838 — капитан (впоследствии флигель-адъютант полковник, с 06.12.1836 генерал-майор) Рамзай, Эдуард Андреевич[6]
- 09.03.1838 — 06.12.1850 — подполковник (с 26.10.1839 полковник, с 03.04.1849 генерал-майор) фон Вендт, Александр Иванович
- 16.12.1850 — 26.08.1856 — полковник барон фон Котен, Евстафий Евстафьевич (до 21.02.1852 и. д.)
- 26.08.1856 — 23.04.1861 — полковник (с 17.04.1860 года генерал-майор Свиты Е. И. В.) барон фон Виллебрант, Эрнст Фёдорович
- 23.04.1861 — 21.11.1866 — полковник (с 06.09.1863 флигель-адъютант, 30.08.1864 года генерал-майор Свиты Е. И. В.) Эрнрот, Густав Густавович
- 21.11.1866 — 17.04.1874 — флигель-адъютант полковник (с 30.08.1869 года генерал-майор Свиты Е. И. В.) фон Эттер, Севастьян Павлович
- 17.04.1874 — 23.10.1877 — полковник барон Рамзай, Георгий Эдуардович
- 27.10.1877 — 11.11.1884 — полковник (с 26.02.1878 флигель-адъютант, с 12.12.1878 генерал-майор Свиты Е. И. В.) Прокопе, Виктор Борисович
- 14.11.1884 — 25.11.1888 — полковник барон (с 24.07.1885 генерал-майор) Аминов, Иоганн-Фридрих-Густав Александрович
- 30.11.1888 — 07.01.1895 — полковник (с 25.03.1889 генерал-майор) Сюннерберг, Георгий Фёдорович
- 22.01.1895 — 24.01.1897 — полковник (с 14.05.1896 генерал-майор) Де-Понт, Карстен Карлович[11]
- 26.01.1897 — 13.09.1899 — полковник барон Лангоф, Карл-Фридрих-Август Фёдорович
- 29.10.1899 — 03.02.1903 — генерал-майор Гедлунд, Виктор Александрович
- 12.06.1903 — 21.11.1905 — полковник Мексмонтан, Николай Фридольфович

## Известные люди, служившие в батальоне
- Кронштедт, Антон Карлович
- Розенбом, Иван Иванович[12]